# マーク・マドセン
マーク・マドセン  (Mark Ellsworth Madsen 1976年1月28日 - )は、アメリカ合衆国・カリフォルニア州ウォールナットクリーク出身の元バスケットボール選手。現指導者。

## 来歴
スタンフォード大学の中心選手として活躍し、2000年のNBAドラフトでロサンゼルス・レイカーズから29位で指名されてNBA入り。練習からディフェンスやリバウンドに精一杯に取り組む姿勢をシャキール・オニールからも絶賛されるなど、"カート・ランビスの再来" とも称された。マドセンはたちまちステイプルズ・センターのレイカーズファンの人気者となり、2001, 2002年のNBAチャンピオンも経験するも、攻撃力の乏しさが仇となり、ルーキー契約を3年で打ち切られ、2003年にミネソタ・ティンバーウルブズに移籍。当時のウルブズは、ケビン・ガーネットのワンマンチームからの脱却を図るべく、ラトレル・スプリーウェルや優勝経験者のサム・キャセールを獲得するなど、積極補強を敢行し、2003-04シーズンのウルブズは快進撃を展開。マドセンもガーネットの控えとして奮闘し、チーム史上初のウェスタンカンファレンス1位で終えたウルブズは、プレーオフでもカンファレンスファイナルまで勝ち上がり、マドセンの古巣のレイカーズとの対戦となった。しかしシーズン中から負傷に苦しんでいたキャセールの不振が影響し、2勝4敗で屈した。
翌シーズンはプレーオフ不出場に終わり、キャセールをロサンゼルス・クリッパーズに放出、スプリーウェルは契約延長を拒否し事実上の引退となり、ウルブズの象徴的存在だったガーネットも2007年にボストン・セルティックスに移籍。マドセンの序列も年々低下し、2009年8月にロサンゼルス・クリッパーズに放出後解雇され、引退した。

## コーチ歴
マドセンは引退後即コーチ業を開始。2009-10シーズンはDリーグのユタ・フラッシュのアシスタントコーチを務め、2012-13シーズンは母校のスタンフォード大学のアシスタントコーチを務めた。その後2013年5月にロサンゼルス・レイカーズ傘下のロサンゼルス・ディーフェンダーズのヘッドコーチ就任が発表されるも、同年7月にロサンゼルス・レイカーズのアシスタントコーチに "昇格" し、古巣復帰となった。